# Harvey Station
Harvey Station är en ort i Kanada.   Den ligger i provinsen New Brunswick, i den sydöstra delen av landet, 700 km öster om huvudstaden Ottawa. Harvey Station ligger 173 meter över havet och antalet invånare är 363. Den ligger vid sjön Harvey Lake.
Terrängen runt Harvey Station är huvudsakligen platt. Harvey Station ligger uppe på en höjd.Runt Harvey Station är det mycket glesbefolkat, med 4 invånare per kvadratkilometer.. Det finns inga andra samhällen i närheten. 
I omgivningarna runt Harvey Station växer i huvudsak blandskog.